# Jozef Valkučák
Jozef Valkučák (* 10. července 1966) je bývalý slovenský fotbalista, záložník. Po skončení aktivní kariéry působil jako trenér v Humenném.

## Fotbalová kariéra
Hrál za Duklu Banská Bystrica, HFC Humenné, Tatran Prešov, BV Cloppenburg a FC KooTeePee. V československé lize nastoupil v 96 utkáních a dal 11 gólů, ve slovenské lize nastoupil ve 179 utkáních a dal 21 gólů.

## Ligová bilance
| Ročník                                   | Zápasy | Góly | Klub                  |
| ---------------------------------------- | ------ | ---- | --------------------- |
| 1. československá fotbalová liga 1987/88 | 16     | 1    | Dukla Banská Bystrica |
| 1. československá fotbalová liga 1988/89 | 28     | 7    | Dukla Banská Bystrica |
| 1. československá fotbalová liga 1989/90 | 27     | 2    | Dukla Banská Bystrica |
| 1. československá fotbalová liga 1990/91 | 11     | 0    | Dukla Banská Bystrica |
| 1. československá fotbalová liga 1991/92 | 14     | 1    | Dukla Banská Bystrica |
| Corgoň liga 1993/94                      | 25     | 3    | HFC Humenné           |
| Corgoň liga 1994/95                      | 23     | 4    | HFC Humenné           |
| Corgoň liga 1995/96                      | 30     | 5    | HFC Humenné           |
| Corgoň liga 1996/97                      | 29     | 2    | HFC Humenné           |
| Corgoň liga 1997/98                      | 8      | 1    | HFC Humenné           |
| Corgoň liga 1997/98                      | 11     | 0    | Tatran Prešov         |
| Corgoň liga 1998/99                      | 26     | 3    | Tatran Prešov         |
| Corgoň liga 1999/00                      | 5      | 3    | Tatran Prešov         |
| Corgoň liga 2000/01                      | 22     | 0    | Tatran Prešov         |
| CELKEM                                   | 275    | 38   |                       |